# Erich Brandenberger
Pour les articles homonymes, voir Brandenberger.
Adolf Robert Erich Brandenberger (15 juillet 1892 à Augsbourg – 21 juin 1955 à Bonn) est un General der Panzertruppen allemand qui a servi au sein de la Wehrmacht pendant la Seconde Guerre mondiale.
Il a été récipiendaire de la croix de chevalier de la croix de fer avec feuilles de chêne, décoration attribuée pour récompenser un acte d'une extrême bravoure sur le champ de bataille ou un commandement militaire avec succès.

## Biographie
Pendant la Première Guerre mondiale, il sert comme officier dans le 6e régiment d'artillerie de campagne royal bavarois (de).
Lorsque la Seconde Guerre mondiale éclate, Brandenberger est chef d'état-major général du XXIII. Armeekorps (16 septembre 1939 au 15 février 1941) sur le Front de l'Ouest.
Il commande la 8e division blindée (20 février 1941 au 16 janvier 1943), le LIX. Armeekorps (janvier - mars 1943) et le XXIX. Armeekorps (novembre 1943 - juin 1944) sur le front de l'Est.
À la fin de 1944 et début 1945, il dirige la 7e Armée sur le front occidental pendant l'offensive allemande des Ardennes. Capturé par les Américains le 6 mai 1945, il est alors commandant général de la 19e Armée.
Il est libéré de captivité aux États-Unis en 1948.

## Décorations
- Croix de fer (1914)
  - 2e classe (21 octobre 1914)
  - 1re classe (7 septembre 1916)
- Insigne des blessés (1914)
  - en Noir
- Croix d'honneur
- Médaille de l'Anschluss
- Médaille du Mur de l'Ouest (22 novembre 1940)
- Agrafe de la croix de fer (1939)
  - 2e classe (24 décembre 1939)
  - 1re classe (15 mai 1940)
- Médaille du Front de l'Est
- Croix de chevalier de la croix de fer avec feuilles de chêne
  - Croix de chevalier le 15 juillet 1941 en tant que Generalmajor et commandant de la 8. Panzer-Division[1]
  - 324e feuilles de chêne le 12 novembre 1943 en tant que General der Panzertruppe et commandant du XXIX. Armeekorps[1]
- Mentionné dans la revue Wehrmachtbericht (18 février 1944)